# Полесье (компания, Пинск)
ОАО «Пинское промышленно-торговое объединение „Полесье“» (бел. ААТ «Пінскае прамыслова-гандлёвае аб’яднанне „Палессе“») — белорусская компания по производству верхнего трикотажа, пряжи, домашнего текстиля.

## История
В 1965 году в Пинске началось строительство Пинского комбината верхнего трикотажа, который стал крупнейшим в БССР предприятием лёгкой промышленности. В 1968 году была запущена фабрика верхнего трикотажа, в феврале 1970 года — камвольная фабрика (после чего производственная мощность достигла 12,5 млн. изделий в год), в 1972 году — фабрика объёмной пряжи (специализировалось на производстве полиакрилонитрильной высокообъемной пряжи и штапельной пряжи). 27 октября 1977 года Пинскому комбинату верхнего трикотажа было присвоено имя «60-летия Великого Октября», 26 августа 1980 года комбинат преобразован в Пинское производственное прядильно-трикотажное объединение имени 60-летия Великого Октября. 16 октября 1991 года объединение преобразовано в Пинское промышленно-торговое объединение «Полесье». В январе-октябре 1965 года дирекция строящегося комбината подчинялась Совету народного хозяйства БССР, после его упразднения перешло в подчинение Министерства лёгкой промышленности БССР. В 1991—1992 годах — в составе Министерства лёгкой промышленности Республики Беларусь. В 1992 году ППТО «Полесье» вошло в состав концерна «Беллегпром», в 1995 году преобразовано в открытое акционерное общество.
В конце 2000-х годов предприятие отказалось в непростом финансовом положении. В 2007 году зарегистрированное в России ООО «Торговый дом „Полесье“» выпустило 3-летние облигации на сумму 500 млн российских рублей на Московской фондовой бирже с целью модернизации оборудования белорусской компании. Выпуск облигаций «Полесьем» рассматривался как пробное квазигосударственное размещение облигаций белорусских компаний, контролирующихся государством, на российском рынке. Белорусская компания выступила поручителем по сделке, но отказалась выплачивать долги, когда российская компания прекратила выплаты. Впоследствии «Полесье» начало выплату долгов. В 2009 году «Полесье» запрашивало государственную поддержку на реконструкцию производства, намереваясь частично рассчитаться недвижимым имуществом: общежитиями, домом культуры, здравпунктом, спорткомплексом и санаторием. На тот момент компания работала неполную неделю, на складах скопились запасы готовой продукции на 2,5 млн долларов.
В 2010 году фабрика объёмной пряжи и камвольная фабрика были объединены на одной площадке. В 2011 году «Полесье» стало резидентом свободной экономической зоны «Брест» до 2022 года

## Современное состояние
В 2014 года «Полесье» было шестой по объёму выручки среди компаний текстильной и швейной промышленности в Республике Беларусь. По состоянию на 2019 год 78,96 % акций компании принадлежит государству.
В 2018 году на предприятии работало 2016 человек: 102 — аппарата управления, 1914 — промышленно-производственного персонала. В 2018 году выручка компании от реализации продукции составила 46,6 млн руб. (ок. 21,5 млн долларов), чистый убыток составил 416 тыс. руб. (ок. 190 тыс. долларов); чистый убыток фиксировался также в 2016 и 2017 годах. Было произведено 1034 тыс. трикотажных изделий (на 14,2 млн руб.) и 3,5 тыс. т пряжи (на 30,8 млн руб.). Мощности по выпуску трикотажных изделий использовались на 81,4 %, прядильной фабрики — на 84,9 %. Около 90 % трикотажных изделий и 10 % пряжи реализуются на внутреннем рынке; в целом 36,3 % всей продукции было поставлено на внутренний рынок, 63,7 % экспортировалось (преимущественно в Россию; значительные объёмы — в Кыргызстан, Литву, Украину и другие страны). Площадь производственных площадей составляет 75,7 тыс. м². Предприятие располагает сетью оптовых складов и фирменных магазинов.
В 2018 году сообщалось, что судебные исполнители начали конфисковывать выручки в фирменных магазинах «Полесья» для взыскания долгов предприятия. В декабре 2020 года государство разрешило реструктуризировать часть задолженности «Полесья» путём выкупа государственным Белагропромбанком дополнительной эмиссии акций.
В мае 2023 года президент Украины Владимир Зеленский ввёл санкции против компании.